# Glaucophyta
A Glaucophyta, más néven Glaucocystophyta egysejtű édesvízi és nedves szárazföldi algacsoport,:74 mely ma ritkább, mint a proterozoikumban. Fajai száma 14–26 között van. A vörösmoszatokkal (Rhodophyta) és a zöldmoszatok és az embriós növények alkotta csoporttal (Viridiplantae, más néven Chloroplastida) együtt alkotják az Archaeplastida csoportot.
A Glaucophyta a kloroplasztiszok evolúciója szempontjából fontos a biológiában, mivel a vörösmoszatokat és a Viridiplantaet létrehozó eredeti algaszíntesthez hasonlíthat, vagyis a Glaucophyta az Archaeplastida bazális tagja lehet.
A vörös- és zöldmoszatokkal szemben csak ivartalanul szaporodik.

## Jellemzők
Plasztiszai muroplasztiszok, más néven cianoplasztiszok vagy cianellumok. Más élőlényekéivel szemben ezek rendelkeznek peptidoglikán réteggel, mely feltehetően a cianobaktériumok szimbiogeneziséből maradt fenn. Klorofill a-val rendelkeznek. A vörösmoszatokhoz és cianobaktériumokhoz hasonlóan a fényt nagyrészt fikobiliproteinekből álló fikobiliszóma révén hasznosítják. Zöldmoszatokban és embriós növényekben e pigment nincs jelen. A vörösmoszatokhoz hasonlóan és a zöldmoszatokkal és a növényekkel ellentétben a megkötött szenet a citoszolban tárolják.
Legkorábban kialakult nemzetségük a csak 1–2 plasztisszal rendelkező Cyanophora, ahol ha kettő van, azok félösszefüggőek.
Mitokondriumaiban a cristák laposak, mitózisuk nyílt és centriólum nélküli. Mozgásra képes alakjai két eltérő ostorral rendelkeznek, rajtuk lehetnek finom szőrök, és többrétegű mikrotubulus-rendszer rögzíti, melyek egyes zöldmoszatokban található változatokhoz hasonlóak.

## Szaporodás
A vörösmoszatokkal és a zöld színtestű növényekkel szemben csak ivartalanul szaporodik. A mitózis nyílt, centriólum nélkül történik más bazális eukariótákhoz hasonlóan. A szaporodási módok közé tartozik a kettéhasadás, a zoospóraképzés és az autosporuláció. Például a Cyanophora paradoxa hossztengelye mentén osztódik 2 utódsejtté, melyek 1 cianellumot örökölnek. A Glaucocystis fajai nem mozgó autospórákkal szaporodnak. Jelenleg nincs bizonyíték ivaros szaporodásra a Glaucophytában.

## Filogenetika

### Külső
A vörösmoszatokkal és a Viridiplantaevel (zöldmoszatok és embriós növények) együtt alkotják az Archaeplastidát – plasztisszal rendelkező élőlények egyedi közös őssel rendelkező csoportját, mely egy cianobaktérium endoszimbiózisával alakult ki. A három csoport kapcsolata ismeretlen, de a legvalószínűbb, hogy a Glaucophyta alakult ki először:
|  | Glaucophyta                                                     |
|  |                                                                 |
|  | \| \| Vörösmoszatok \| \| \| \| \| \| Viridiplantae \| \| \| \| |
|  |                                                                 |
|  | Vörösmoszatok                                                   |
|  |                                                                 |
|  | Viridiplantae                                                   |
|  |                                                                 |

|  | Vörösmoszatok |
|  |               |
|  | Viridiplantae |
|  |               |

A másik lehetőség, miszerint a Glaucophyta a vörösmoszatokkal alkot kládot, kevésbé valószínű, de nem kizárható.

### Belső
A Glaucophyta belső filogenetikája és a nemzetség- és fajszám taxonómiai források szerint változott. Egy 2016-ban közölt filogenetikai tanulmány 3 családra és 5 nemzetségre osztotta a csoportot:
|  | Cyanoptyche |
|  |             |
|  | Gloeochaete |
|  |             |

|  | Glaucocystopsis |
|  |                 |
|  | Glaucocystis    |
|  |                 |

|  | Cyanoptyche |
|  |             |
|  | Gloeochaete |
|  |             |

|  | Glaucocystopsis |
|  |                 |
|  | Glaucocystis    |
|  |                 |

|  | Cyanoptyche |
|  |             |
|  | Gloeochaete |
|  |             |

|  | Glaucocystopsis |
|  |                 |
|  | Glaucocystis    |
|  |                 |

|  | Cyanoptyche |
|  |             |
|  | Gloeochaete |
|  |             |

|  | Glaucocystopsis |
|  |                 |
|  | Glaucocystis    |
|  |                 |

### Taxonómia
Az ismert Glaucophyta-fajok 2019-ben közölt listája ugyanazt a három alcsoportot tartalmazza rendként, de tartalmaz 5 el nem helyezett lehetséges fajt, így 14–19 lehetséges fajt adva.
- Ordo Cyanophorales
  - Cyanophora – 5–6 faj
- Ordo Glaucocystales
  - Glaucocystis – 7–8 faj
- Ordo Gloeochaetales
  - Cyanoptyche – 1 faj
  - Gloeochaete – 1 faj
- További lehetséges fajok
  - ?Archaeopsis monococca Skuja
  - ?Chalarodora azurea Pascher
  - ?Glaucocystopsis africana Bourrelly
  - ?Peliaina cyanea Pascher
  - ?Strobilomonas cyaneus Schiller

2022 márciusában az AlgaeBase a Glaucophytát 2 csoportra osztotta, a Cyanophorát a Glaucocystalesbe helyezte, nem a Cyanophoralesbe (azonban e bejegyzés 2011-es volt). Az AlgaeBase összesen 26 fajt tartalmazott 9 nemzetségben:
- Glaucocystales
  - Chalarodora Pascher – 1 faj
  - Corynoplastis Yokoyama, J.L.Scott, G.C.Zuccarello, M.Kajikawa, Y.Hara et J.A.West – 1 faj
  - Cyanophora Korshikov – 6 faj
  - Glaucocystis Itzigsohn – 13 faj
  - Glaucocystopsis Bourrelly – 1 faj
  - Peliaina Pascher – 1 faj
  - Strobilomonas Schiller – 1 faj
- Gloeochaetales
  - Cyanoptyche Pascher – 1 faj
  - Gloeochaete Lagerheim – 1 faj

Egyik faj se különösen gyakori a természetben.
A Glaucophytát korábban a Chlorococcales rend Oocystaceae családjának tekintették.

## Genomika

### Mitokondriális DNS
A Gloeochaete wittrockiana és a Cyanoptyche gloeocystis mitokondriális genomjának több lokuszon való összehasonlítása és a Cyanophora paradoxa korábban szekvenált mitokondriális DNS-e révén Jackson és Reyes-Prieto 2014-es tanulmányában az Archaeplastida monofiletikus mivoltát feltételezték.

### Plasztisz-DNS
Plasztisz-DNS-ük elemzését 2018 előtt jobbára a Cyanophora nemzetségen végezték, de a G. wittrockiana, a C. gloeocystis, a Glaucocystis incrassata és a Glaucocystis bhattacharyae BBH törzsének plasztisz-DNS-elemzése során kiderült, hogy plasztisz-DNS-ük nagyrészt állandósult géneket tartalmaz. Ezek 3 rRNS-t, 29–32 tRNS-t kódolnak, és mindegyikben szerepel az rnpB gén. Csak a C. gloeocystis és a C. paradoxa esetén volt ismert, hogy kódolnak tmRNS-t (transzfer-messenger RNS).

## Fordítás
Ez a szócikk részben vagy egészben  a   Glaucophyte című angol Wikipédia-szócikk ezen változatának fordításán alapul.  Az eredeti cikk szerkesztőit annak laptörténete sorolja fel. Ez a jelzés csupán a megfogalmazás eredetét és a szerzői jogokat jelzi, nem szolgál a cikkben szereplő információk forrásmegjelöléseként.